# Jupiter (mythologie)
Pour les articles homonymes, voir Jupiter.
Jupiter, en latin Juppiter ou Iuppiter (génitif Jovis), est le dieu romain qui gouverne la terre et le ciel, ainsi que tous les êtres vivants s'y trouvant. Il est aussi le maître des autres dieux et est originellement un dieu du ciel, caractéristique que l'on retrouve dans son association aux présages célestes liés aux pratiques divinatoires des prêtres de Rome. Dieu souverain, il a pour attributs l'aigle et le Foudre.
Les Romains finirent par associer le dieu Jupiter à son équivalent grec Zeus, même si les deux dieux se distinguent d'abord très nettement. Dans la tradition littéraire romaine, la représentation de Zeus se superpose à celle de Jupiter, au point que les deux dieux finissent par être confondus tant par les mythes que l'iconographie. C'est pour cela que Jupiter, jusqu'alors quasiment privé de mythologie ou de liens de parenté, se voit attribuer les caractéristiques mythologiques du dieu grec Zeus. Ainsi, Jupiter est marié à sa sœur, Junon.

## Étymologie
Le nom « Jupiter » vient de l'évolution d'un nom composé d'origine indo-européenne *Dyēus ph2ter, signifiant « Ciel père », que l'on retrouve dans le grec Ζεύς πατήρ / zeús patếr et le védique Dyauṣ Pitā. La première partie du composé appartient à la famille formée sur *dyew, racine indo-européenne désignant « la lumière diurne », le « ciel lumineux » et sur laquelle est également formé le mot latin dies, « le jour ».
Plaute et Varron emploient d'ailleurs le terme de Diespiter pour désigner Jupiter, ce qui peut être perçu comme une forme dérivée de Dies pater, à savoir le Père des jours.
L'accusatif Jovem a donné les adjectifs « jovial », « jovien » et aussi le substantif « jeudi », signifiant « jour de Jupiter » (Jovis dies). Le mot francoprovençal « Joux », que l'on retrouve souvent en toponymie alpine, pourrait en dériver. Molière n'hésitait pas à mettre « Per Jovem ! » (« Par Jupiter ! ») dans la bouche de ses personnages pédants.
Jupin est une forme abrégée de Jupiter surtout utilisée en ancien français et qui se rencontre parfois en poésie.

## Origine
Dieu du Ciel diurne, Jupiter est également originellement un dieu de l'Orage. Nombre d'épiclèses identifient ainsi le dieu souverain comme dieu de l'Orage : Jupiter tonans, « tonnant », Jupiter fulminator « qui lance la foudre », Jupiter Fulgurator « de la foudre », Jupiter Summanus « dieu tonnant la nuit », Jupiter Pluvius « qui envoie la pluie ».
De même à Rome, le pouvoir fulgurant de Jupiter est divinisé par les épithètes fulgur littéralement « le brillant » qui correspond à « foudre », fulmen, fulminator. Fulgur est ce qui brille, l'« éclair », fulmen est ce qui tombe, la « foudre » proprement dite.
Le fulmen est également le nom du foudre, l'arme mythique de Jupiter, portée par le dieu sur ses idoles. Il est un déverbatif du verbe fulgere désignant ce qui brille.
Même une épithète comme Lucetius qui paraît d'abord se rapporter à la lumière désigne en réalité le flamboiement de l'éclair ou de la foudre.
Il est encore si bien compris comme le maître de la pluie que des cérémonies relativement tardives comme les Nudipedalia, destinées à la faire tomber, se sont rattachées naturellement à lui.
C'est en tant que dieu du Ciel qu'il fait paraître les auspices, signes que, dieu souverain, il donne aux chefs de Rome par les oiseaux et que les augures doivent interpréter.

## Nature et fonction

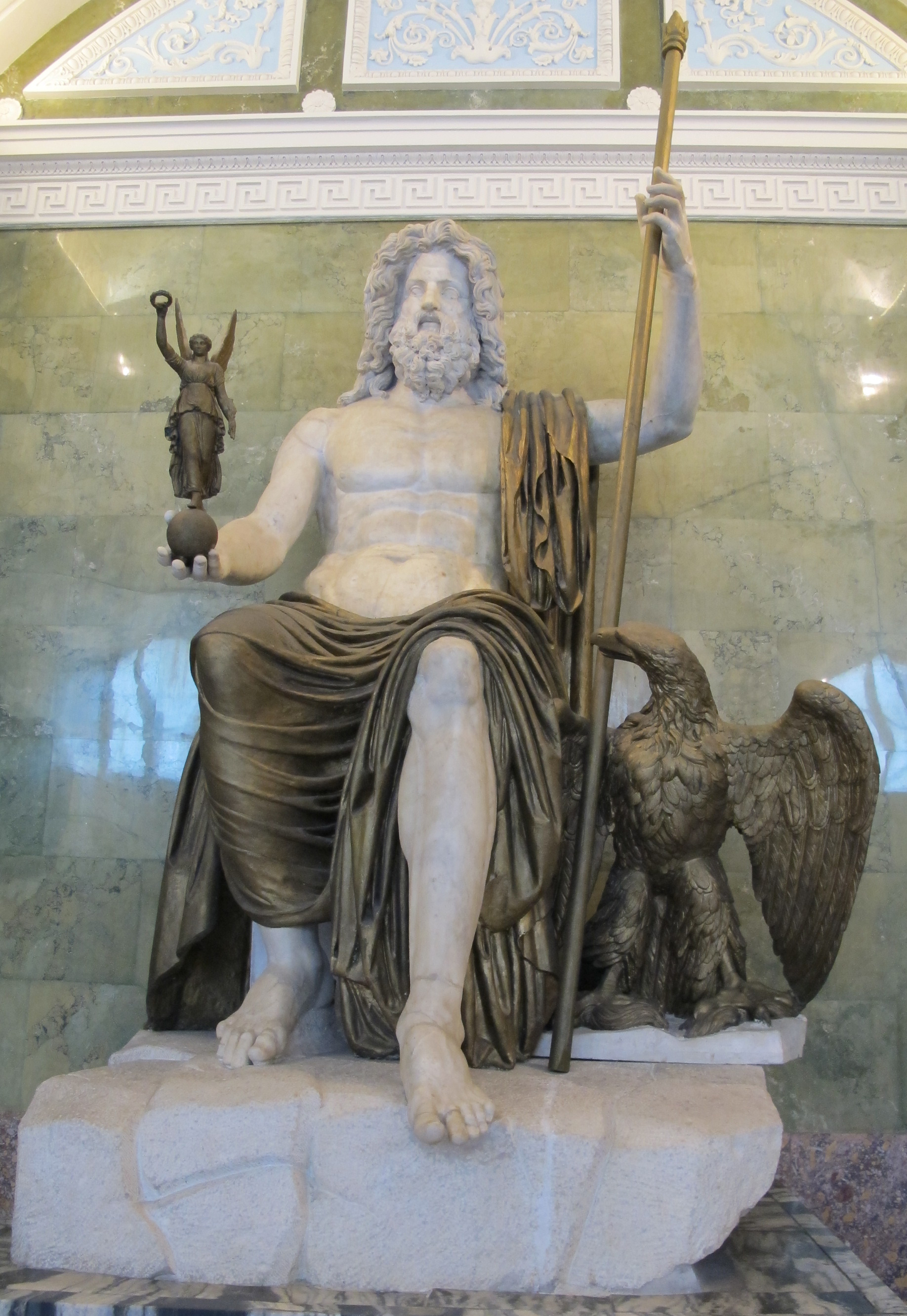
Statue de Jupiter en marbre et bronze, avec dans une main un sceptre et dans l'autre une Niké, Ier siècle, (Musée de l'Ermitage).

Jupiter est attaché à la fonction souveraine. Il est rex et protège le roi humain. Même aux temps républicains, quand ce titre devient suspect, il reste le seul dieu à pouvoir le donner. Jupiter est maître du serment, maître du droit. Il est absolument libre. Ces qualités rejaillissent sur le flamen Dialis à son service, qui est le seul Romain à être exclu du serment. Tout un symbolisme personnel met en valeur sa liberté, son absence de liens.
Un élément du prestige de Jupiter est son rôle de témoin, de garant, de vengeur des serments et des pactes, dans la vie privée comme dans la vie publique. Dieu souverain, placé au-dessus des autres dieux, summus maximus, il garde un droit de regard sur toute chose. Près de son temple sur le Capitole se trouvait celui de Fides, déesse de la bonne foi et de l'honneur, temple où avait lieu le sacrifice annuel des flamines majeurs.
C'est également en tant que dieu souverain qu'il intervient dans la guerre. Jupiter Stator est invoqué dans une situation désespérée afin qu'il permette par un miracle le retournement du combat.
Au cours de l'histoire, Jupiter sera naturellement associé à la mission de conquête et de puissance que Rome se découvrait. Selon Georges Dumézil, l'une des premières inventions en ce sens fut celle du présage du caput humanum trouvé par les terrassiers qui creusaient les fondations de son temple et qui promettait à Rome pour commencer l'empire de l'Italie.

## Légendes et mythes
La plupart des mythes usuellement associés à Jupiter sont en réalité des adaptations en termes latins des légendes du dieu grec Zeus. La théologie typiquement romaine est pauvre en mythes, tant elle a été associée à une conception historique des légendes fondatrices.
C'est donc dans une perspective historique et non mythologique que les Romains représentent les actions de Jupiter. Ainsi, à plusieurs reprises dans l'histoire romaine, les Romains voient le signe d'une intervention de leur dieu. Celui-ci est par exemple censé avoir influencé le roi Numa Pompilius quand ce dernier organisa les institutions romaines. Les écrivains romains précisent également que Jupiter aurait envoyé à Numa un bouclier de bronze dont il fit des copies, les anciles. Jupiter est également censé avoir guidé Tarquin l'Ancien jusqu'à son statut de roi de Rome. On lui attribue de même l'apothéose de Romulus.
Dans le cadre de Interpretatio graeca, l'assimilation avec Zeus intervint très tôt. Georges Dumézil considère, néanmoins, qu'elle ne fut pas profonde. Elle se manifestera plus tard, sans grand effet sur le culte, quand Jupiter et Junon formeront un couple. C'est surtout dans la littérature que Jupiter se tournera vers Zeus. Toutefois, les poètes du siècle d'Auguste garderont à Jupiter sa signification et son allure nationales.

## Culte

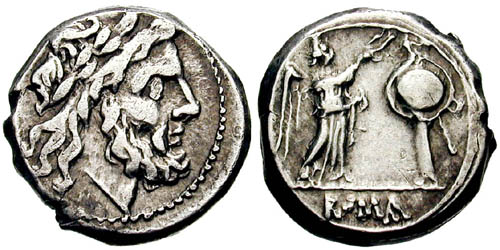
Pièce avec couronne de laurier et tête de Jupiter à l'avers et au revers, Victoire debout (inscription ROMA dessous en relief).

Parmi les divinités, Jupiter tenait toujours le plus haut rang. L'aigle, qui plane en haut des cieux et fond comme la foudre sur sa proie, était son oiseau favori. Il était de fait, en tant que maître du ciel, associé aux pratiques divinatoires liées à l'interprétation des signes célestes, tels que le vol des oiseaux ou les éclairs, comme la pratiquaient les prêtres et les haruspices. Le jeudi, jour de la semaine, lui était consacré (Jovis dies).
Les Vinalia, les Vinalia priora célébrées le 23 avril et les Vinalia rustica célébrées le 19 août, deux fêtes liées au vin, lui sont consacrées.
En tant que Jupiter Feretrius, on lui apporte les dépouilles opimes, c'est-à-dire les trophées (armes et pièces d'armure) pris par un général romain sur un chef ennemi.
Jupiter Latiaris est honoré dans les monts Albains. Un des premiers actes des nouveaux consuls était d'aller lui sacrifier. Célébrées avec les autres cités du Latium, les Féries latines (Feriae Latinae) manifestaient que Rome était devenue l'héritière des anciennes confédérations albines.
Le culte de Jupiter déclina avec la christianisation de l'Empire romain à partir du IVe siècle, et son imagerie est progressivement réattribuée au Dieu chrétien. Cependant, un siècle après la disparition de l'Empire romain d'Occident, le culte de Jupiter n'avait pas encore complètement disparu car il est une nouvelle fois interdit lors du concile de Narbonne en 589.

### Sacrifices
On sacrifiait seulement à Jupiter des animaux de couleur blanche : il est le seul des dieux romains dont les victimes sacrificielles sont caractérisées par cette spécificité. Les trois principaux animaux sacrifiés étaient le bœuf, l'agneau et la chèvre. Quelques exceptions notoires sont connues, comme lors d'une crise des guerres puniques pendant laquelle tous les animaux nés dans l'année lui furent sacrifiés : cette pratique était appelée ver sacrum.

### Temples

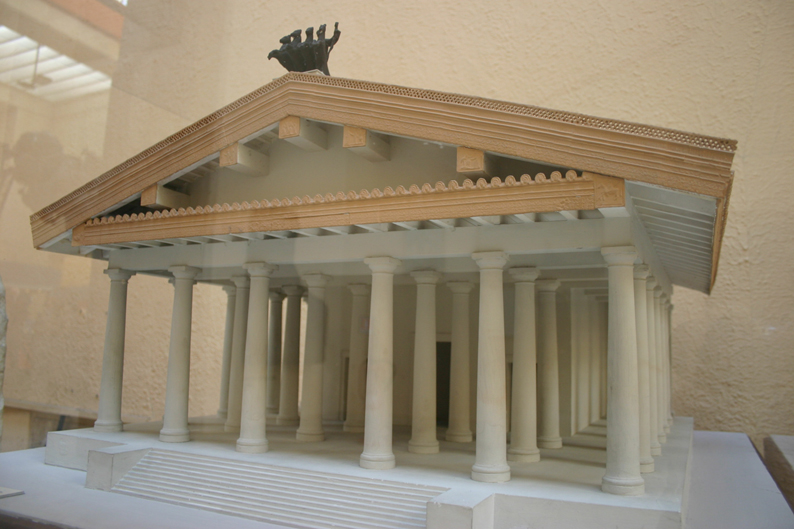
Reconstruction du Capitole romain.

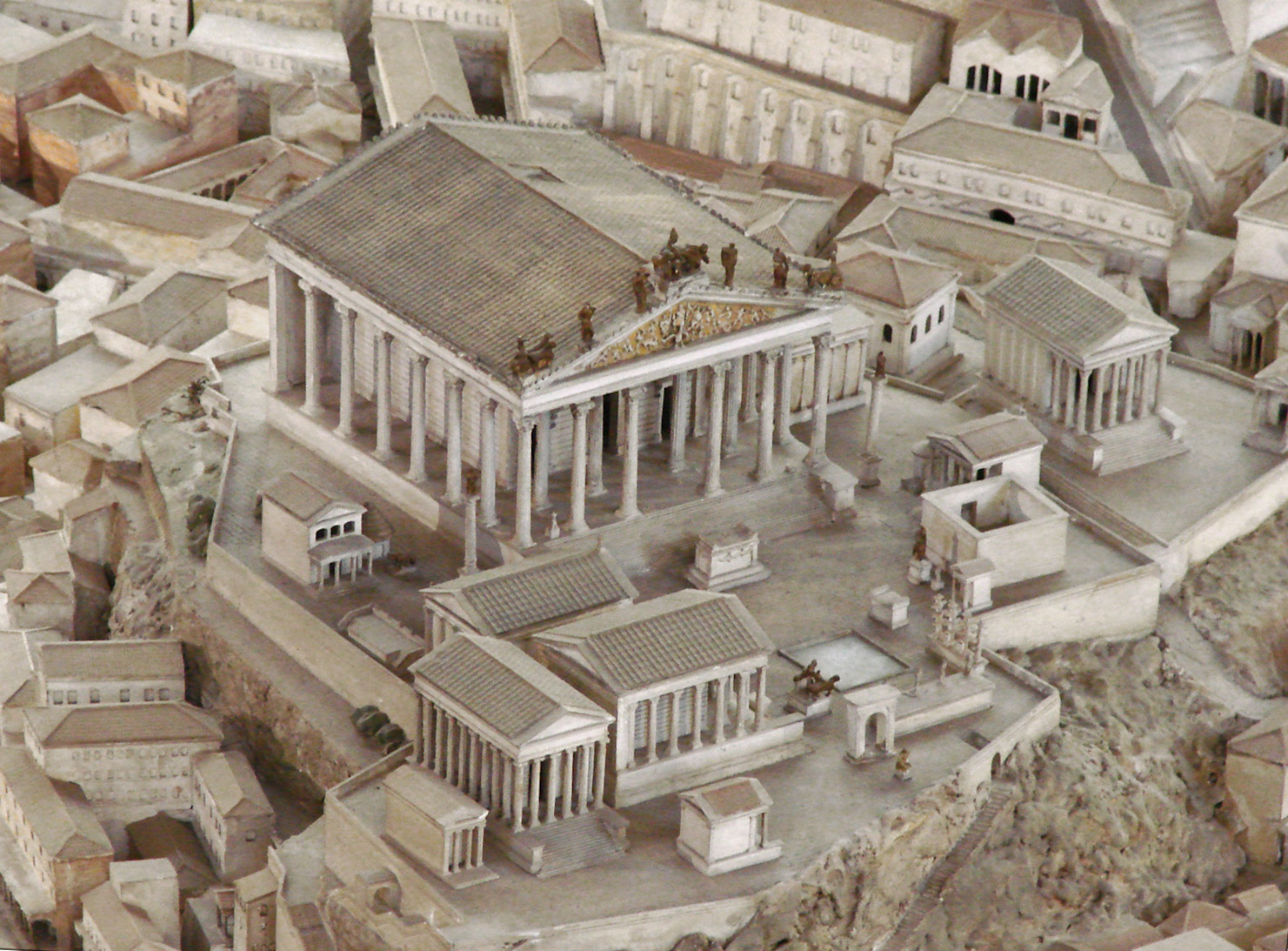
L'aire sacrée du Capitole sur la maquette d'Italo Gismondi.

#### À Rome
- Le temple de Jupiter Férétrien, supposé être le plus ancien temple de Rome dédié à Jupiter, fondé par Romulus selon la tradition.
- Le temple de Jupiter Capitolin, sur le Capitole à Rome, principal temple dédié à Jupiter. Sa construction est censée avoir débuté pendant le règne de Tarquin l'Ancien et s'être terminée pendant celui de Tarquin le Superbe. Cependant, il n'est consacré qu'au tout début de la République, durant l'année 509 av. J.-C.[11],[12].

Dans ce temple, Jupiter logeait deux divinités mineures, Juventas et Terminus. À la première, lorsqu'ils revêtaient la toge, symbole du passage de l'enfance à l'âge viril, les jeunes Romains devaient faire l'offrande d'une pièce de monnaie. Terminus illustrait, lui, un autre aspect du dieu souverain : la juste répartition des biens dans la société.
- Le temple de Jupiter Stator, bâti en 294 av. J.-C. par Marcus Atilius Regulus à la fin des guerres samnites le long de la Voie Sacrée.
- Le temple de Jupiter Stator in circo construit en 146 av. J.-C. par Quintus Caecilus Metellus dans le portique de Metellus sur le Champ de Mars qui devient sous Auguste le portique d'Octavie.
- Le temple de Jupiter Tonnant, construit sur le Capitole par Auguste en 22 av. J.-C.
- Le temple de Jupiter Victor, consacré en 295 av. J.-C. par Quintus Fabius Maximus pendant la troisième guerre samnite.
- Le temple de Jupiter Libertas, sur l'Aventin, voué en 246 av. J.-C. par l'édile Tiberius Sempronius Gracchus.

#### Autres temples connus
- Temple de Jupiter à Pompéi. Probablement antérieur au IIe siècle av. J.-C.
- Temple de Jupiter à Baalbek. Temple d'époque impériale, probablement entamé sous Néron et inauguré au IIIe siècle.

On peut noter qu'en France, le toponyme « Montjovis », littéralement « colline de Jupiter », désigne souvent l'ancien emplacement d'un temple dédié au dieu.
Le col du Mont-Jou(x) (Mons Jovis), aujourd'hui col du Grand-Saint-Bernard, abritait probablement un temple dédié à Jupiter. Autres sites : Fanjeaux (Aude, Fanum jovis) ; Monjou (Cantal) ; Montjoux (Drôme) ; Montjoux (Quintenas, Ardèche) ; Montjaux (Aveyron) ; Montjovet (Val d'Aoste).

### Prêtres
- Le Flamine de Jupiter était dit Flamen Dialis. Il était le premier et plus important des flamines, collège de prêtres dédiés aux principaux dieux. Sa vie était entièrement consacrée au culte du dieu. Il était pour cela assisté par sa femme, la Flaminica Dialis, qui remplissait également des rituels particuliers.
- Le collège des Fétiaux, composé de prêtres garants de la pax deorum, était également placé sous l'autorité de Jupiter.

## Attributs

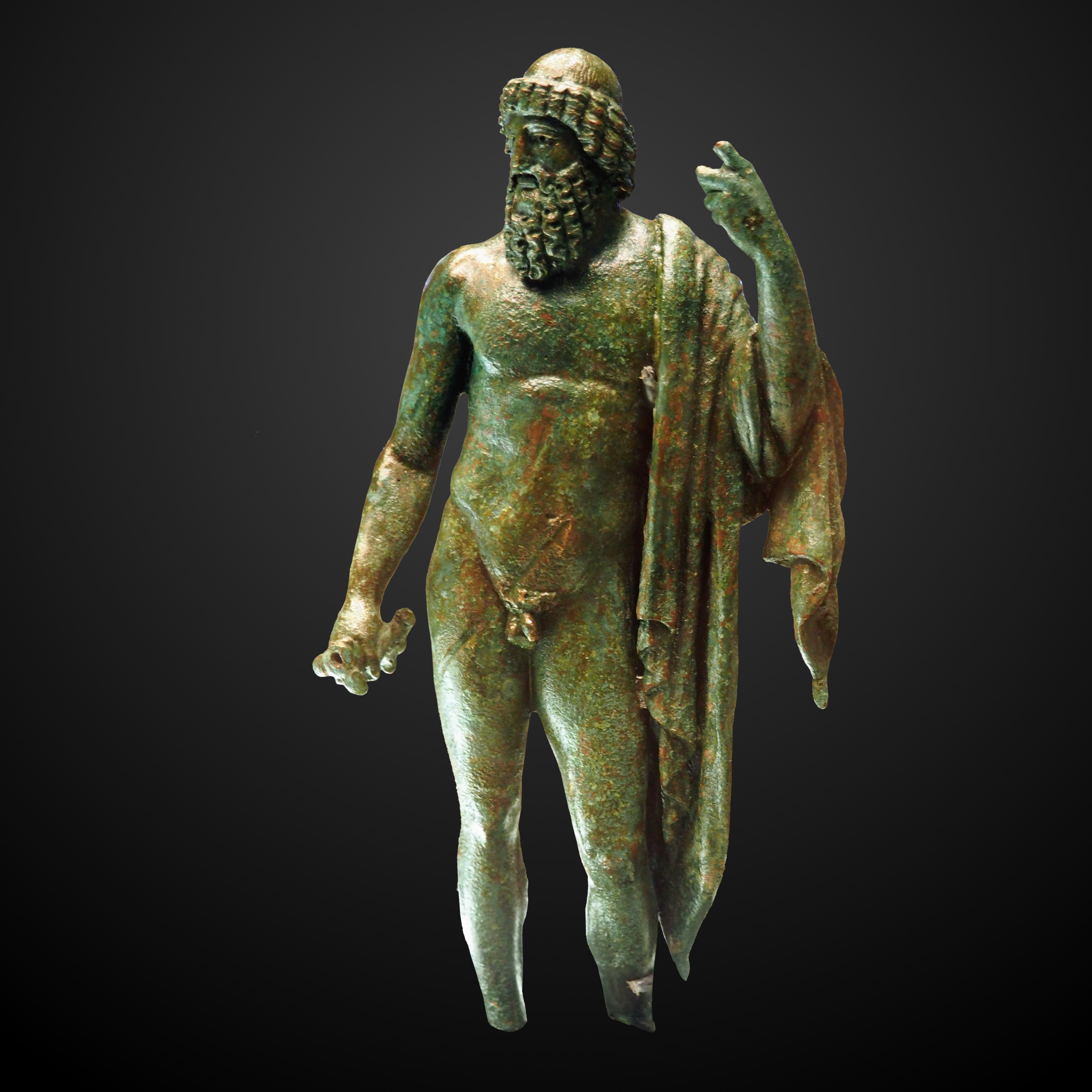
Jupiter tenant le foudre dans sa main droite, Musée Saint-Raymond, Toulouse.

On lui donne pour attribut l'aigle, le plus majestueux des oiseaux, le foudre, le chêne, le sceptre et le trône.

### Emblèmes
- un éclair ;
- le sceptre ;
- le foudre (au masculin, faisceau de dards en forme de zigzag représentant la foudre) ;
- le chêne.

### Animal favori
- l'aigle que l'on appelait « oiseau de Jupiter ».

#### Domaine
Il est le maître de l'univers, de la terre et des cieux mais également le roi des dieux.

### Épithètes

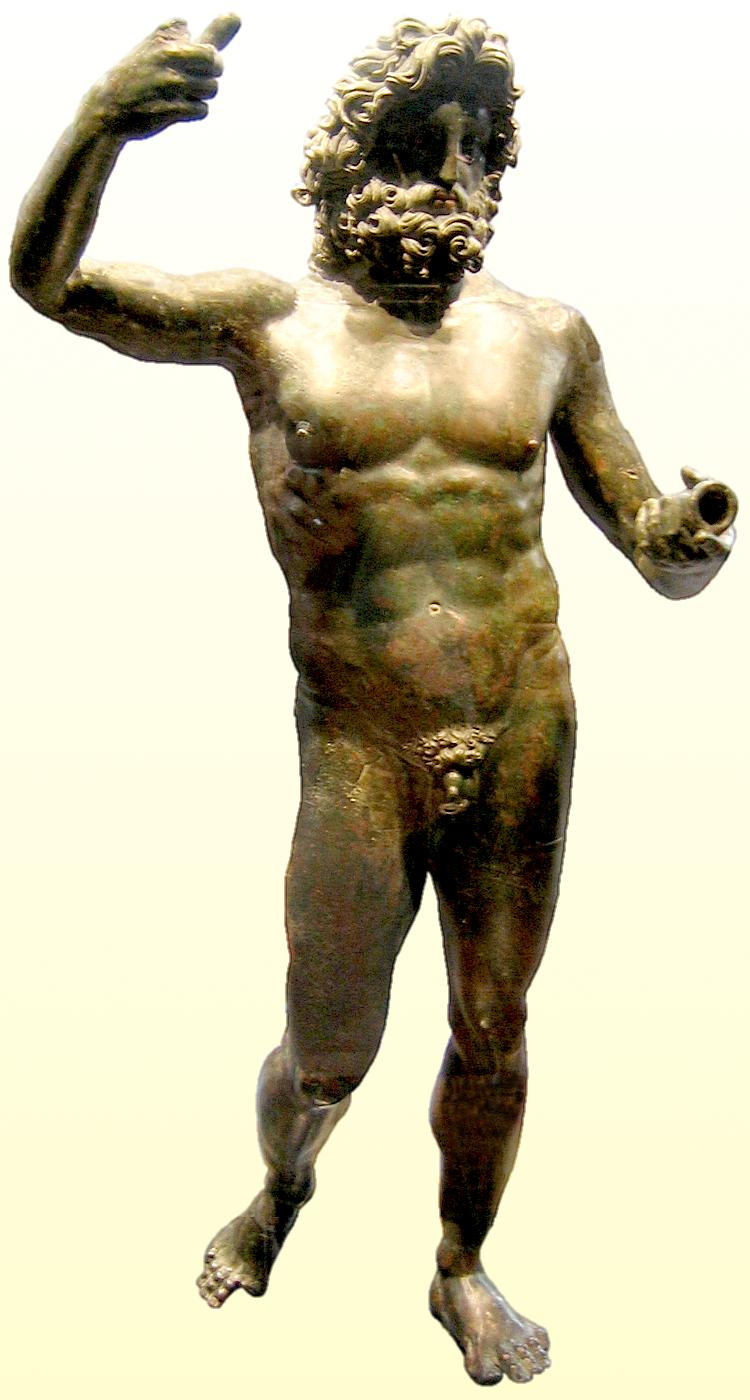
Statue en bronze de Jupiter Stator, retrouvée à Gisacum.

Il existe de nombreuses épithètes de Jupiter. Ce sont des noms complémentaires qui correspondent à ses pouvoirs, actions :
de dieu céleste tonnant
- Caelestis « céleste » ;
- Fulgurator « de la foudre » ;
- Lucetius « de la lumière », ici le flamboiement de l'éclair ou de la foudre[7] ;
- Pluvius « qui envoie la pluie » ;
- Summanus, « dieu tonnant la nuit »[14], « qui envoie le tonnerre de la nuit » ;
- Tonans « tonnant » ;

de dieu souverain
- Farreus (auquel on offrait sacrifice dans la cérémonie de la confarreatio) ;
- Feretrius ;
- Latarius (« dieu du Latium ») ;
- Latiaris, adoré sur le Mont Albain ;
- Optimus Maximus (« le meilleur et le plus grand ») aussi dit jupiter Capitolin en raison de la localisation de son temple sur le Capitole ;
- Stator (de stare signifiant « se tenant debout ») ;

Après la mort du roi de Troie Laomédon, à la suite de la prise de la ville par Héraclès, son fils, Priam, reconstruit la ville et érige une statue dédiée à Jupiter stator en signe de résistance, du moins si l'on croit l'auteur douteux Darès de Phrygie.
- Terminus ou Jupiter Terminalus (« qui défend les frontières ») ; voir aussi Terminus ;
- Victor (« victorieux »), qui dirige les armées romaines.

## Équivalences

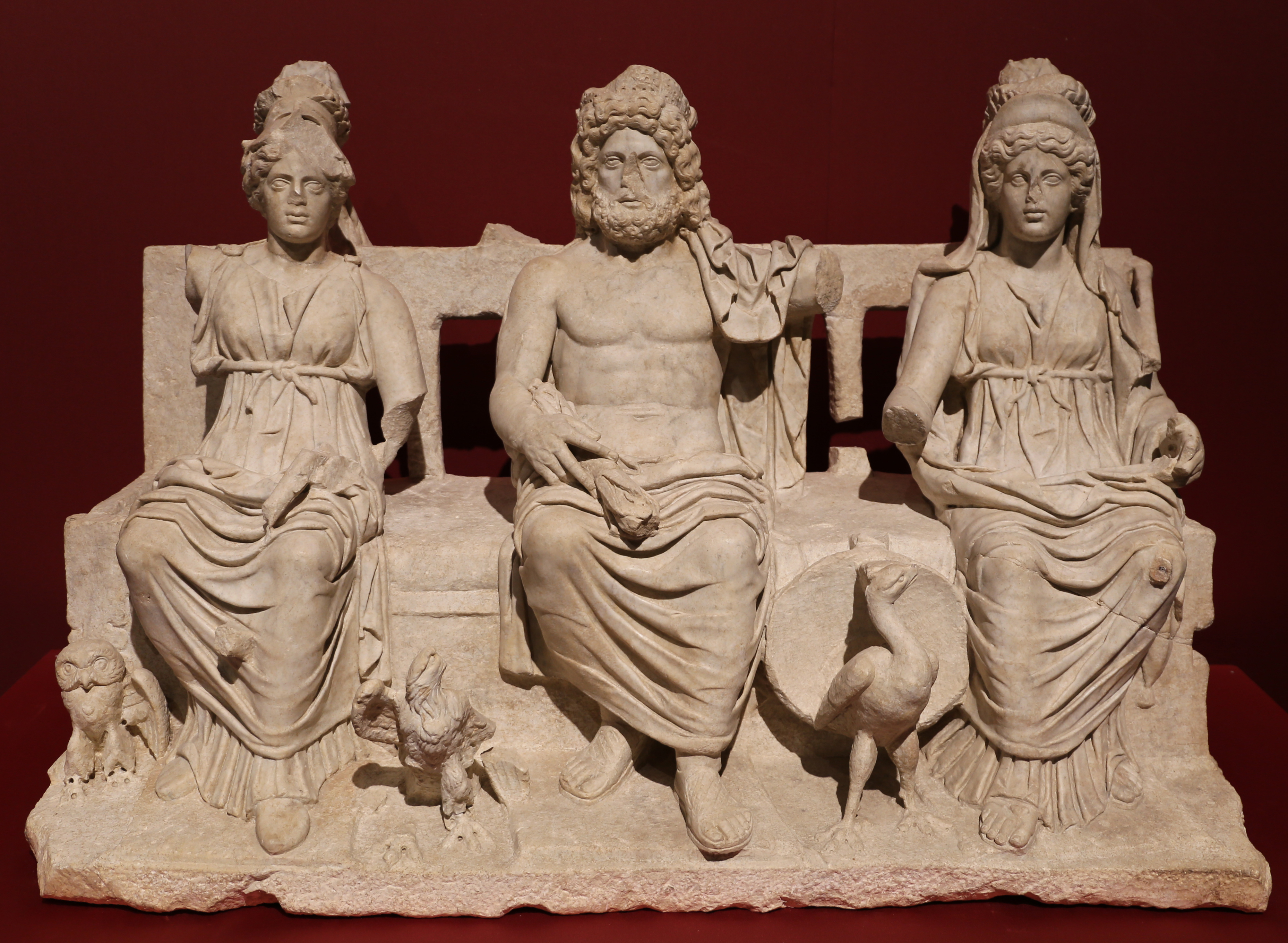
La triade capitoline : Jupiter accompagné de Junon et Minerve

Jupiter connait plusieurs équivalences avec des dieux d'autres religions notamment avec le dieu grec Zeus. Héritier du dieu indo-européen du Ciel diurne, maître de la foudre, ce dernier a connu une évolution semblable à celle de Jupiter en devenant naturellement le dieu souverain. Il a également été assimilé à Dyaus Pitar chez les hindous. Taranis, dans la triade des dieux les plus importants du panthéon les Gaulois.
Sous le nom de Tinia, les Étrusques honoraient un dieu qu'ils avaient assimilé à Jupiter.

## Dans la culture

### Musique
- Jupiter, Vainqueur des Titans (1745), tragédie lyrique de François Colin de Blamont en collaboration avec Bernard de Bury

### Bande dessinée
- Jupiter fait partie des nombreux dieux cités dans la série de bande dessinée Astérix.